# Insula misterioasă (film din 1973)
Insula misterioasă (film din 1973) este un film bazat pe un roman[*] regizat de Juan Antonio Bardem[*] după un scenariu bazat pe Insula misterioasă de Jules Verne.  A fost produs în Italia  și a avut premiera la 19 aprilie 1973, fiind distribuit de Cinerama Releasing Corporation[*]. Coloana sonoră este compusă de Gianni Ferrio[*]. 

## Distribuție
Rolurile principale au fost interpretate de actorii:
- Omar Sharif : Captain Nemo
- Gérard Tichy : Cyrus Smith
- Philippe Nicaud : Gédéon Spilett
- Ambroise Bia : Nab (Nabuchodonosor dit)
- Jess Hahn : Bonaventure Pencroff
- Rafael Bardem Jr. : Harbert Brown
- Gabriele Tinti : Ayrton
- Mariano Vidal Molina : Bob Harvey
- Rik Battaglia : Finch